# Культура ямных погребений (Каталония)
Культура ямных погребений — возникла в Каталонии около 3000 г. до н. э. в те же времена, когда в Валенсии существовала прежняя восточная неолитическая культура.
Это была земледельческая культура. В отличие от прежних культур, её жители обитали не в пещерах, а в хижинах, расположенных вокруг полей. Предполагается, что культура пришла с территории Швейцарии и северной Италии, где также представлены подобный способ захоронения и отдельные сходные элементы керамики (например, сосуды с квадратным горлом).
Поселения или жилища данной культуры не обнаружены, она известна только по погребениям. Погребение представляло собой яму, вырытую в земле, поверх которой укладывались камни, образуя нечто вроде цисты (многочисленные примеры обнаружены в Сольсонес). В каждой могиле помещалось два или более человека, нередко в могиле находилась пара — мужчина и женщина. Нередко тела находятся в скорченном положении; неизвестно, означает ли это, что им пытались придать форму эмбриона. Признаки социального расслоения в погребениях не обнаружены, могилы довольно однородны по своему составу и оформлению. Погребальные дары включали простую керамику без украшений, кремнёвые наконечники стрел, ножи, другие костяные и каменные орудия, а также ожерелья из нефрита, возможно, привозного (он не встречается в этих местах).